# Guadarramasoma ramosae
Guadarramasoma ramosae es una especie de milpiés de la familia Haplobainosomatidae endémica de la España peninsular; se encuentra en el Medio Subterráneo Superficial del parque nacional de la Sierra de Guadarrama.